# Francis William Norman O'Loughlin
Francis William Norman O'Loughlin (Ierland, 22 oktober
1849 – Atlantische Oceaan, 15 april 1912) was een Ierse dokter.
Hij werd wees en werd opgevoed door een oom. Hij ging op latere leeftijd studeren aan het “Trinity College” in Dublin en aan het “Royal College of Surgeons”, eveneens in Dublin.
Na zijn opleidingen verhuisde O'Loughlin naar Southampton, waar hij in contact kwam met de scheepvaart. Hij besloot om dokter op zee te worden. Veertig jaar lang zou hij varen bij de White Star Line. Hij begon op de Oceanic, daarna op de Baltic. Vlak voordat hij op de RMS Titanic werd geplaatst, werkte hij kort op de Olympic. Op de Titanic kreeg hij assistentie van dokter Simpson. Zijn reis met de Titanic heeft hij niet overleefd.